# Uroševina
Uroševina (en serbe cyrillique : Урошевина) est un village du nord-est du Monténégro, dans la municipalité de Mojkovac.

## Démographie

### Évolution historique de la population
| 1948 | 1953 | 1961 | 1971 | 1981 | 1991 | 2003 |
| ---- | ---- | ---- | ---- | ---- | ---- | ---- |
| 50   | 124  | 214  | 298  | 435  | 495  | 460  |